# Sparco
La Sparco S.p.A. è una società italiana specializzata nella produzione e distribuzione di componenti automobilistici e abbigliamento tecnico utilizzati nelle maggiori competizioni automobilistiche al mondo, tra cui spiccano la Formula 1 e il Campionato Mondiale Rally.

## Storia

### I primi anni
Fondata nel 1977 da Enrico Glorioso e Antonio Parisi, due ex piloti automobilistici i quali diventano, grazie all'esperienza sui campi di gara e alla passione per le corse, i pionieri nella produzione di prodotti di sicurezza per le competizioni automobilistiche. Con loro entrano nel mondo del racing le tute ignifughe. Un'intuizione facilitata anche dal fatto che il padre di Parisi lavora all'epoca nel settore dell'abbigliamento per i pompieri in cui si fa da tempo ricorso alle fibre ignifughe.

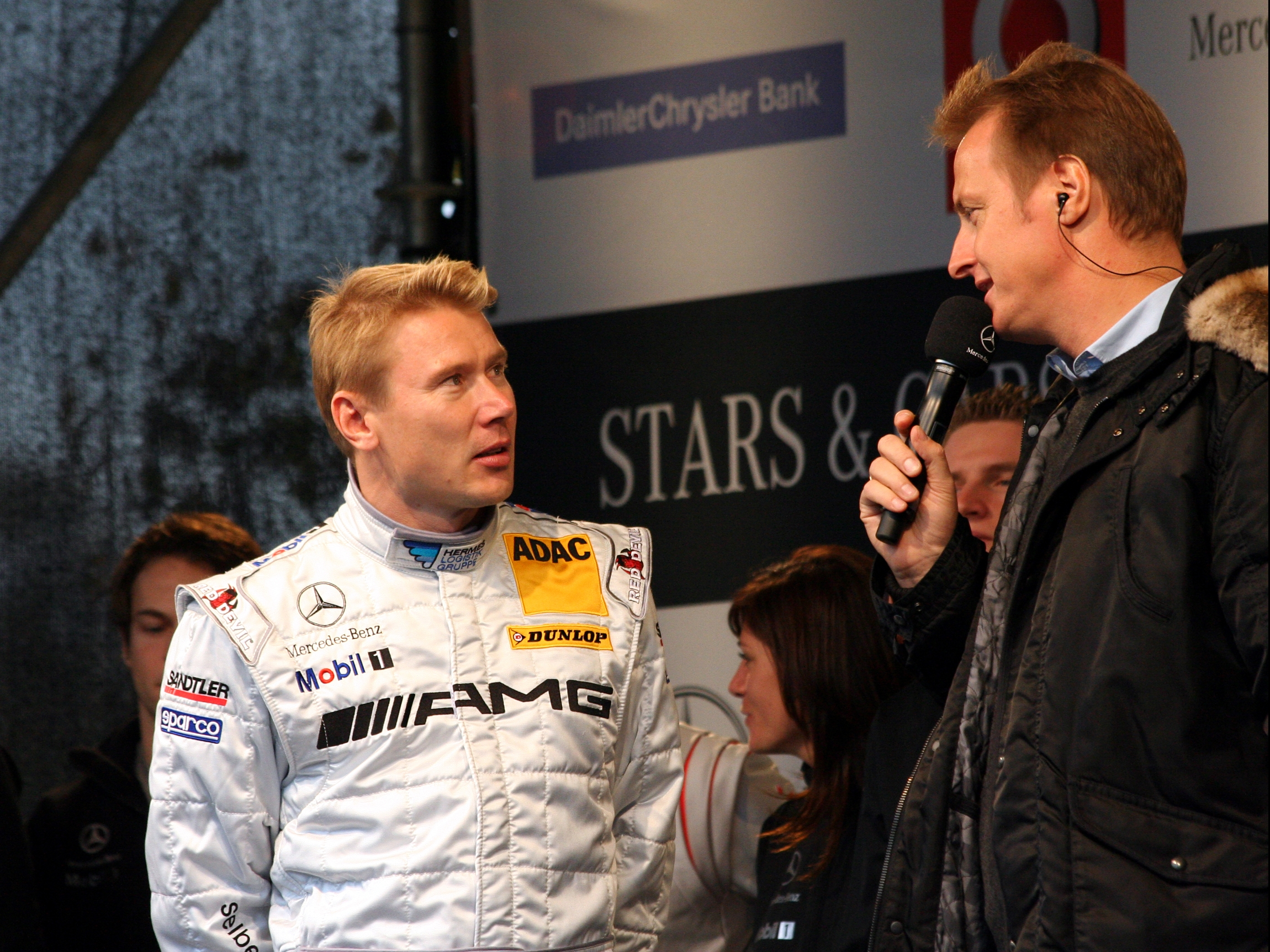
Mika Häkkinen con una tuta Sparco nel 2007

Tra i grandi piloti di Formula 1 che hanno indossato tute da corsa prodotte dalla Sparco, i più famosi sono Damon Hill, Mika Häkkinen, Michael Schumacher, Jacques Villeneuve, Jean Alesi.
Nel 1978 la Sparco realizza la prima tuta ignifuga da pilota in kevlar, capace di resistere al fuoco per 11 secondi. L'azienda cresce realizzando anche guanti e caschi, entra nel settore del karting dove sono necessarie tute che proteggano dal taglio e dall'abrasione, a partire dagli anni novanta estende l'attività con la commercializzazione di prodotti del settore tuning e accessoristico per auto di serie. Inossidabile il rapporto con il gruppo Fiat: i piloti delle Lancia 037 e poi le Delta, vincitori di innumerevoli campionati, indossarono le famose tute bianche con i colori Martini per oltre un decennio.
Sempre a fine anni novanta l'acquisizione di un'azienda leader nella produzione di parti in carbonio e la crescita della produzione di sedili di serie rendono necessario un nuovo stabilimento specifico per queste attività. In pochi anni Sparco diventa leader nella produzione di sedili e parti in carbonio per supercar e auto di lusso: Bugatti, Bentley, Ferrari, Ford (USA), Lamborghini, Maserati, TVR.
Importante l'accordo raggiunto con Puma per la produzione di una linea di scarpe sportive distribuite in tutto il mondo. Dagli anni 2000 la produzione di accessori si è estesa al mercato motociclistico, oltre che a quello dell'abbigliamento, con linee specifiche non riservate al solo mondo racing.

### Management buyout
Nel 2002 i due soci, che hanno entrambi il 50% del capitale dell'azienda, hanno visioni strategiche diverse e mettono in vendita l'azienda che già allora aveva più di 230 dipendenti e un fatturato superiore ai 40 milioni di euro. Sono due fondi di private equity, Argo Soditic Italia e l'Euromobiliare, ad aggiudicarsela nel 2003 insieme ad un gruppetto di investitori, tra cui la famiglia Gazzoni-Frascara con il 5% e tre manager con un altro 5%. Un'operazione di management buyout che porta Diego Basso ad assumere l'incarico di CEO.
L'azienda offre nelle tre storiche attività di racing, karting e tuning ben 1500 prodotti con l'export che incide per il 90%. Nel 2004 avvia una importante attività nel settore del primo impianto automobilistico, pone il quartier generale a Settimo Torinese con uno stabilimento a Leinì per la produzione di carbonio e un altro in Tunisia per l'abbigliamento non personalizzato, investe nella ricerca (una ventina di specialisti in particolare nell'abbigliamento e nei sedili) e nella distribuzione (oltre all'apertura di una filiale a Los Angeles e di un'altra in Australia viene acquisita una società concorrente a San Paolo, in Brasile). Ma il volume del debito e la crisi del settore automotive mettono in difficoltà l'azienda.

### Ristrutturazione e ripresa
Nel 2009 Aldino Bellazzini, AD di Petronas Lubricants, acquisisce il 70% dell'azienda, diventandone il nuovo proprietario e intraprendendo subito un'opera di ristrutturazione aziendale. Proprio in quest'ottica viene spostata la sua sede principale a Volpiano, in provincia di Torino.

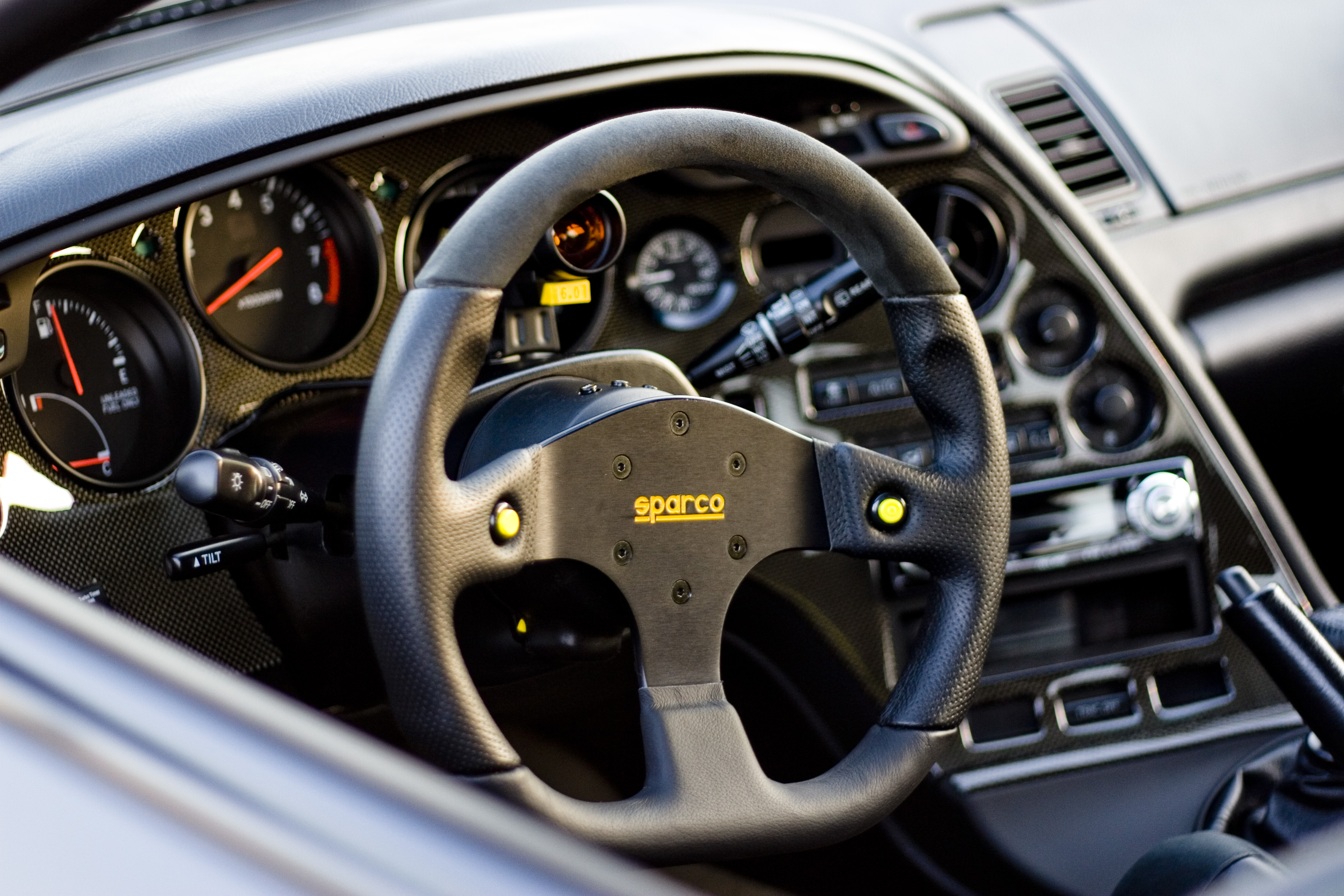
Un volante prodotto dalla Sparco

Nel 2011 nasce il progetto WTX con una gamma completa di caschi per le competizioni automobilistiche e karting. Nel 2013 brevetta Hocotex e presenta la prima tuta monostrato al mondo per le competizioni automobilistiche. Successo bissato l'anno successivo con il progetto Infinity. Nel 2015 si rende necessario l'ampliamento della sede generale di Volpiano, arrivando a coprire circa 20.000 metri quadrati, per soddisfare le esigenze nate da nuove commesse nell'ambito delle forniture alle case automobilistiche. E con il team McLaren Honda F1 realizza la più leggera tuta da corsa ignifuga mai creata, chiamata Prime e dal peso di 600 grammi.
Collaborando con la McLaren, l'azienda decide di entrare anche nel settore del gaming. All'inizio del 2017 accresce la presenza nel mercato USA, oltre la filiale storica in California, acquisendo la società ImpactRacing, operante nel motorsport e in altri mercati di nicchia (dalle gare nel deserto all'off-road) con una linea completa di accessori. Nel settembre dello stesso anno la società ha festeggiato i suoi primi 40 anni di storia al Museo dell'Automobile di Torino.